# Portable Document Format
Portable Document Format (PDF) er et åben standard-filformat skabt af Adobe Systems i 1993. Det blev til en ISO-standard i 2008. PDF bliver anvendt til at repræsentere 2-dimensionale dokumenter i et apparatuafhængigt og skærmopløsningsuafhængigt dokument med fast opsætning.